# Póquer

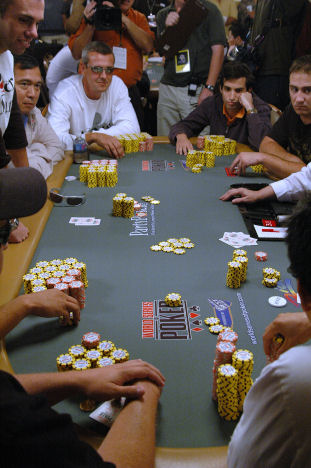
Un evento principal de póker de la WSOP de 2006.

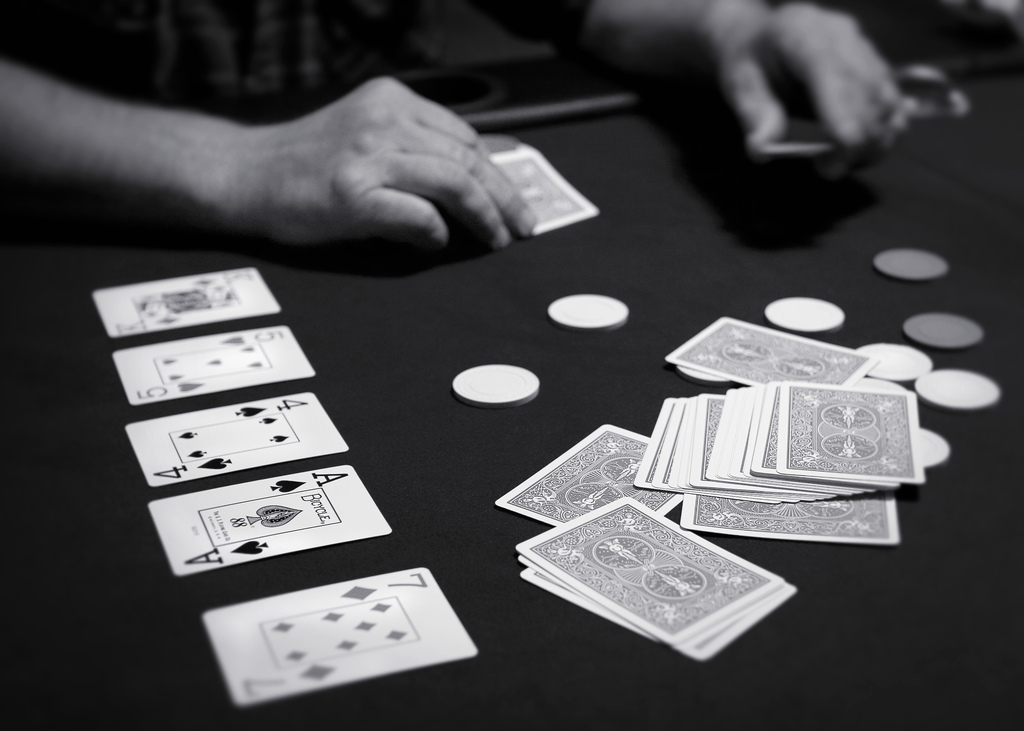
Una partida de Texas hold 'em en progreso. "Hold 'em" es por lo general la forma más popular del póker.

El póquer, también escrito póker, es una familia de  juegos de cartas con apuestas en el que los jugadores, con todas o parte de sus cartas ocultas, hacen apuestas sobre una puja inicial, recayendo la suma total de las apuestas en el jugador o jugadores con la mejor combinación de cartas.
En la mayoría de los juegos de póquer modernos, la primera ronda de apuestas comienza cuando uno o más jugadores hacen algún tipo de apuesta forzada (la ciega o la ante). En el póquer estándar, cada jugador apuesta según el rango que cree que vale su mano en comparación con los demás jugadores. Luego, la acción continúa en el sentido de las agujas del reloj, ya que cada jugador, por turno, debe igualar la apuesta máxima anterior o retirarse, perdiendo la cantidad apostada hasta el momento y toda participación posterior en la mano. Un jugador que iguala una apuesta también puede aumentar la apuesta. La ronda de apuestas finaliza cuando todos los jugadores han igualado la última apuesta o se han retirado. Si todos los jugadores menos uno se retiran en cualquier ronda, el jugador restante se lleva la suma de las apuestas sin tener que revelar su mano. Si más de un jugador permanece en competencia después de la ronda final de apuestas, se lleva a cabo un enfrentamiento donde se revelan las manos y el jugador con la mano ganadora se lleva el pozo.
Con la excepción de las apuestas iniciales forzadas, el dinero sólo lo coloca voluntariamente en el pozo un jugador que cree que la apuesta tiene un valor esperado positivo o que está intentando engañar a otros jugadores por diversas razones estratégicas. Así, si bien el resultado de cualquier mano en particular implica significativamente el azar, las expectativas a largo plazo de los jugadores están determinadas por sus acciones elegidas sobre la base de la probabilidad, la psicología y la teoría de juegos.
El póquer ha ganado popularidad desde principios del siglo XX y ha pasado de ser principalmente una actividad recreativa confinada a pequeños grupos de entusiastas a una actividad muy popular, tanto para los participantes como para los espectadores, incluso en línea, con muchos jugadores profesionales y multimillonarios premios de torneos.
Hay muchas variantes de póker, entre las que cabe señalar el póquer abierto, póquer cerrado, póquer de cartas compartidas y póquer surtido. Los más jugados de las primeras tres categorías son, comúnmente, el póquer tapado (cinco cerrado o draw poker), siete abierto (seven-card stud), Omaha hold 'em, Texas hold 'em y Póquer 224, siendo cada una de las cuales un buen punto de partida para aprender los juegos de este tipo. Se usan todas las cartas, incluidos los jokers en algunas modalidades.

## Historia

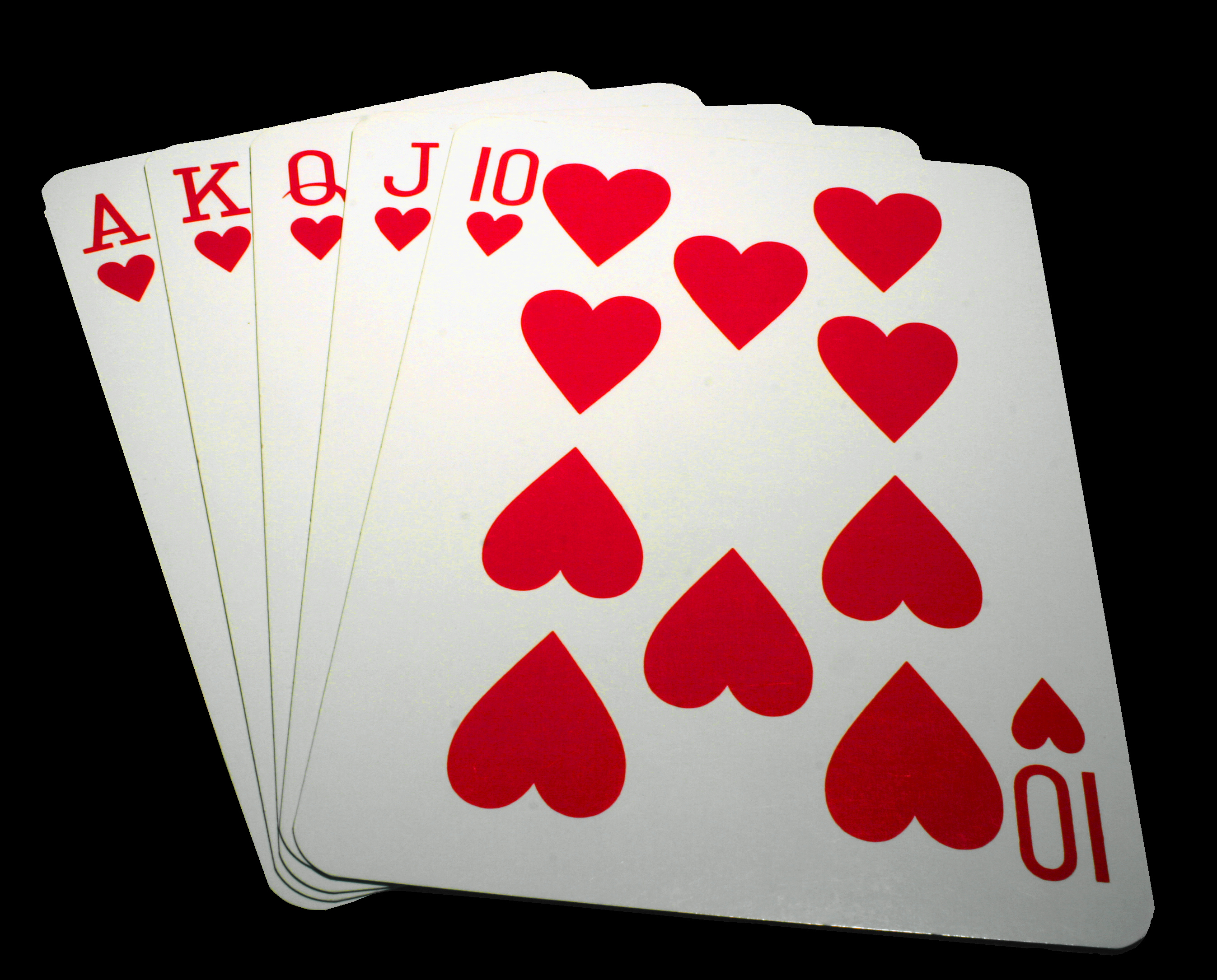
Escalera real o flor imperial.

La historia del póquer es un tema de debate. El nombre del juego parece provenir del término francés poque, que desciende a su vez del alemán pochen ("golpear"), pero no está claro si los juegos a los que se refieren estos nombres fueron los verdaderos orígenes del póquer. Tiene una gran similitud con el juego persa as nas, y puede que los marineros persas se lo enseñasen a los colonos franceses en Nueva Orleans, Estados Unidos. Se cree que comparte paternidad con el antiguo juego del Renacimiento llamado primero y con el francés "blean". El juego inglés brag (del antiguo bragg) descendía claramente del brelan, e incorporó el bluffing ("engaño", "farol"), aunque el concepto ya era conocido en otros juegos de aquella época. Es bastante posible que todos estos juegos antiguos influyeran en el desarrollo del póquer tal y como existe en la actualidad.
El actor inglés Joseph Crowell describía el juego tal y como se jugaba en Nueva Orleans en 1829: jugado con una baraja de veinte cartas, cuatro jugadores apostaban acerca de qué mano de cartas era la de mayor puntuación. El libro de Jonathan H. Green An Exposure of the Arts and Miseries of Gambling (Una exposición de las artes y miserias de las apuestas, G. B. Zieber, Filadelfia, 1843) describe la expansión de este juego por el resto del país, a través de las barcazas del río Misisipi, donde las apuestas eran un entretenimiento común.

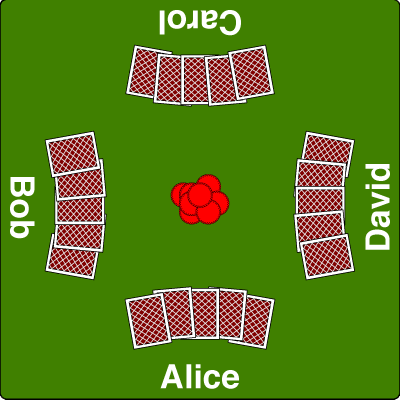
Mesa de póquer.

Poco después de esta expansión se comenzó a usar la baraja inglesa completa de 52 cartas y se introdujo la jugada "color" (tener cinco cartas no consecutivas del mismo palo, por ejemplo cinco tréboles). Durante la guerra civil estadounidense, se añadieron muchas cosas, inclusive el póquer de descarte, póquer descubierto y el póquer de secuencia. A estos le siguieron más añadidos, de tendencias estadounidenses, como los comodines (alrededor de 1875), lowball y split-pot poker (alrededor de 1900), y los juegos de póquer de cartas comunitarias. La expansión del juego a otros países, particularmente a Asia, se suele atribuir al ejército estadounidense.
El juego y jerga del póquer han llegado a ser parte importante de las culturas de habla inglesa. Frases como ace in the hole ("un as en la manga"), beats me ("ni idea"), blue chip ("de primera"), call the bluff ("ver un farol", darse cuenta de que alguien farolea), cash in ("sacar partido"), poker face (poner "cara de póquer", refiriéndose a no mostrar expresión alguna en el rostro), stack up ("adelantarse"), wild card (carta comodín o joker) y otras, son usadas en conversaciones cotidianas, incluso fuera de su contexto de la mesa de póquer.
El torneo moderno se hizo popular en los casinos estadounidenses tras el comienzo de las Series Mundiales de Póquer en 1970. Fue también durante esta década cuando aparecieron los primeros libros serios acerca de estrategia; en particular Theory of Poker, de David Sklansky; o Super System, de Doyle Brunson. Las retransmisiones vía satélite y por cable de los torneos han añadido popularidad al juego.
Entre los grandes jugadores del juego destacan Stu Ungar, Sam Farha, Phil Hellmuth, Johnny Chan, Phil Ivey, Daniel Negreanu y Doyle Brunson. 
Es uno de los juegos más jugados en casinos de todo el mundo. En sus torneos pueden llegar a participar hasta varios miles de jugadores en mesas de ocho, nueve o diez jugadores, dependiendo del lugar y tipo de torneo.
El 29 de abril de 2010, el póquer fue aceptado como deporte mental por la Asociación Internacional de Deportes Mentales (International Mind Sports Association - IMSA).

## Desarrollo del juego
En el juego casual, el derecho a repartir una mano suele rotar entre los jugadores y está marcado por una ficha llamada botón de repartir (o buck). En un casino, un crupier de la casa maneja las cartas de cada mano, pero el botón (normalmente un disco de plástico blanco) gira en el sentido de las agujas del reloj entre los jugadores para indicar un crupier nominal que determine el orden de las apuestas. Las cartas se reparten en el sentido de las agujas del reloj alrededor de la mesa de póquer, de una en una.
Normalmente, uno o más jugadores tienen que hacer apuestas forzadas, normalmente un ante o una apuesta ciega (a veces ambas). El crupier baraja las cartas, el jugador de la silla de su derecha corta, y el crupier reparte el número apropiado de cartas a los jugadores de una en una, empezando por el jugador de su izquierda. Las cartas pueden repartirse boca arriba o boca abajo, dependiendo de la variante de póquer que se esté jugando.  Tras el reparto inicial, comienza la primera de lo que pueden ser varias rondas de apuestas. Entre rondas, las manos de los jugadores evolucionan de alguna manera, a menudo repartiendo cartas adicionales o sustituyendo las cartas repartidas anteriormente. Al final de cada ronda, todas las apuestas se reúnen en el bote central.
En cualquier momento durante una ronda de apuestas, si un jugador apuesta, ningún oponente decide igualar la apuesta y todos los oponentes se retiran, la mano termina inmediatamente, el apostante se lleva el bote, no es necesario mostrar cartas y comienza la siguiente mano. Esto es lo que hace posible el farol o engaño. El farol es una característica principal del póquer, que lo distingue de otros juegos de apuestas y de otros juegos que utilizan clasificación de manos de póquer.
Al final de la última ronda de apuestas, si queda más de un jugador, los jugadores revelan sus cartas previamente ocultas y evalúan sus manos. El jugador con la mejor mano según la variante de póquer que se esté jugando gana el pozo. Una mano de póquer consta de cinco cartas; en las variantes en las que un jugador dispone de más de cinco cartas, sólo cuenta la mejor combinación de cinco cartas. Existen 10 tipos diferentes de manos de póquer, como la escalera de color y el cuádruple de cartas.

## Farol
Un aspecto especial del póquer es el farol o engaño. Esto significa que uno da la impresión de tener mejores o peores cartas de las que realmente tiene.
- Si un jugador tiene cartas relativamente malas, en lugar de retirarse, puede intentar comportarse de tal manera que parezca que tiene buenas cartas. Esto se puede hacer apostando y/o aumentando aún más las apuestas de otras personas, o comportándose como si su mano fuera muy fuerte. Un farol tiene éxito si los otros jugadores se retiran, lo que hace que el farol gane el pozo.
- El juego lento es el camino opuesto al farol. El jugador tiene buenas cartas, pero juega como si tuviera menos cartas buenas con la esperanza de que los oponentes sigan jugando y el pozo siga creciendo. Sin embargo, existe el peligro de que el jugador se sienta decepcionado, porque los oponentes pueden esperar otras cartas y mejorar su mano de póquer.

Si un farol tiene éxito y se gana el pozo, el jugador no tiene que revelar las cartas porque no ha habido enfrentamiento. Sin embargo, aún se puede mostrar el farol para crear una imagen de mesa con fines de lucro más adelante en el juego. Si el jugador que farolea tiene una buena mano más adelante en el juego y ha acumulado un pozo grande, el oponente puede estar más inclinado a pagar la apuesta debido a la imagen del jugador.
La mecánica del farol se ha adoptado en muchos otros juegos de cartas y de mesa.

## Clasificación de las manos
| Top | Nombre en español             | Nombre en inglés      | Descripción                                                                         | Ejemplo | Combinaciones Posibles | Probabilidad |
| --- | ----------------------------- | --------------------- | ----------------------------------------------------------------------------------- | ------- | ---------------------- | ------------ |
| 1   | Escalera real o flor imperial | Royal flush           | Cinco cartas seguidas del mismo palo del 10 al as.                                  |         | 4 de 2 598 960         | 0,000154%    |
| 2   | Escalera de color             | Straight flush        | Cinco cartas consecutivas del mismo palo.                                           |         | 36 de 2 598 960        | 0,001385%    |
| 3   | Póker                         | Four of a kind o Quad | Cuatro cartas iguales en su valor.                                                  |         | 624 de 2 598 960       | 0,024%       |
| 4   | Full                          | Full House            | Tres cartas iguales en su valor (trío), más otras dos iguales en su valor (pareja). |         | 3744 de 2 598 960      | 0,1440576%   |
| 5   | Color                         | Flush                 | Cinco cartas del mismo palo, sin ser consecutivas.                                  |         | 5108 de 2 598 960      | 0,1965%      |
| 6   | Escalera                      | Straight              | Cinco cartas formando una escalera de números.                                      |         | 10 200 de 2 598 960    | 0,3924%      |
| 7   | Trío                          | Three of a kind o Set | Tres cartas iguales de valor.                                                       |         | 54 912 de 2 598 960    | 2,1113%      |
| 8   | Doble pareja                  | Two pair o Pocket     | Dos pares de cartas del mismo número (par y par).                                   |         | 123 552 de 2 598 960   | 4,759%       |
| 9   | Pareja                        | One pair              | Dos cartas iguales de número (y tres diferentes).                                   |         | 1 098 240 de 2 598 960 | 42,257%      |
| 10  | Carta alta                    | High card             | Gana quien tiene la carta más alta de todas.                                        |         | 1 302 540 de 2 598 960 | 50,1177%     |

## Jugadores por ordenador
En la actualidad existen varios cientos de salas en línea que permiten jugar a casi todas las variantes del póquer existentes. Sus jugadores, a falta de señales físicas sobre la mano de su rival (tells), necesitan desarrollar un juego matemáticamente rentable, es decir, calculando las probabilidades de la diferentes cartas.  para conseguir beneficios directos.

## Juegos en efectivo versus torneos
En un juego de dinero en efectivo se juega directamente por dinero. A cambio de dinero, un jugador recibe fichas y en cualquier momento (excepto durante una mano) un jugador puede decidir detenerse y cambiar sus fichas por dinero nuevamente. Generalmente hay una entrada mínima y una entrada máxima, aunque puede suceder que a un jugador se le permita comprar tanto como quiera. También es posible comprar fichas adicionales siempre que no tenga más que la compra máxima disponible. El importe de las apuestas durante una partida de cash está determinado por los límites del juego de póquer en cuestión. Por ejemplo, un juego de dinero en efectivo suele recibir el nombre de las ciegas que se utilizan. Un 'juego de efectivo de Hold'em sin límite 5-5' es un juego de efectivo de la variante antes mencionada, donde la ciega pequeña y la ciega grande ascienden a cinco euros.
En un torneo, todos pagan un depósito antes del inicio del torneo, con el que reciben fichas del torneo. Un torneo suele terminar cuando sólo queda un jugador y todos los demás han sido eliminados. El objetivo en los torneos es alcanzar una clasificación tal que se pueda ganar dinero. Normalmente, el diez o quince por ciento de los jugadores que han estado en el torneo por más tiempo reciben su pago, mientras que el resto de jugadores no reciben nada a cambio y, por lo tanto, pierden su apuesta. La estructura de pagos de los torneos de póquer es casi siempre "alta", lo que significa que las cantidades de dinero son relativamente altas para los jugadores mejor clasificados y los pagos "se estabilizan" para los jugadores peor clasificados. A diferencia de un juego con dinero en efectivo, las apuestas ciegas en un torneo aumentan a intervalos regulares según un calendario establecido, lo que reduce el valor relativo de las fichas. De esta forma la organización puede planificar bien cuándo finalizará un torneo. Dependiendo del formato del torneo, a veces es posible volver a comprar una o más veces durante el torneo, mediante una "recompra", en la que se paga por una nueva pila de fichas.

## Flop
En las distintas variantes de póquer en que se usan naipes comunitarios, como es el caso del Texas hold 'em o el Omaha hold 'em, se llama flop a los tres naipes que se ubican boca arriba en la mesa; esta es la segunda de las cuatro rondas que se encuentran en una mano de cualquiera de estas modalidades.
En esta ronda se sacan al centro de la mesa las tres primeras cartas comunes boca arriba y vuelve a comenzar la acción empezando por la ciega pequeña, el jugador a la izquierda del botón.
Los naipes que conforman el flop deben sacarse siempre de la parte superior del mazo y para poder evitar estafas el primero de los naipes que quedó en la cima del mazo mientras duraba la primera rueda de apuestas se elimina sin enseñarlo y de esta manera se toman los que forman el flop (a esto se le llama "quemar" la primera carta).
Para poder verse el flop es preciso que más de un jugador permanezca en la mano después de la primera ronda de apuestas, ya que si los jugadores abandonan la mano, el jugador que permanece automáticamente gana la mano, sin la necesidad de enseñar las tres primeras cartas comunes.
En la situación en que varios jugadores permanezcan después de la primera ronda de apuestas (preflop), para que los jugadores puedan "ver el flop", es obligatorio que estos hayan apostado la misma cantidad al pot.

## Turn
En el caso de que dos o más jugadores permanezcan en la mano después del flop, se saca otra carta comunitaria más boca arriba, llamada turn, no sin antes volver a "quemar" una carta. Una vez la carta esté visible, volverá a comenzar la acción el jugador que esté a la izquierda del botón. Al acabar esta nueva ronda de apuestas, en caso de que siga habiendo dos o más jugadores en la jugada, se destapará, después de volver a "quemar" una carta, la última carta comunitaria, llamada river.

## River
El river es sin duda la carta más determinante, ya que es la última que se muestra. Si los jugadores no han ligado ya su jugada, esta es su última oportunidad. El primer jugador en hablar vuelve a ser el jugador que esté a la izquierda del botón. Una vez terminada esta ronda si se han igualado las apuestas en caso de haberlas, tendrá que enseñar su mano el jugador que ha apostado, y el que igualó la jugada podrá elegir si mostrarlas para llevarse la cantidad en el bote, o no enseñar las cartas que tenía.
Todos deben tener dos cartas al inicio.

## Apariciones en las pantallas
El póquer es un juego muy presente en el cine. Aparece en la trama de películas como Rounders, Maverick, The Big Blind, Casino Royale, Lucky You, El hombre del brazo de oro, Titanic y Cincinnati Kid, entre otras. En el cine latinoamericano el póquer está representado en la película argentina La suerte en tus manos.
Además, también se puede ver al póquer en numerosos videojuegos de aventuras. En el juego Apollo Justice: Ace Attorney se habla del póquer como una competición en la que se debe leer la mente del rival, sus gestos y sus tics para ganar, ya que una retirada a tiempo logrará detener las pérdidas, e incluso puede dar más tarde la victoria.
La versión de póquer Texas Hold'em también se presenta como un minijuego en la saga Red Dead Redemption, y ha recibido muchas alabanzas por su inteligencia artificial realista.
Un filme que muestra muy bien la vida de un jugador y la idea del jugador como concepto «profesional», como si de una profesión se tratase, es Lucky You. En esta película se puede ver tanto el lado positivo del póquer como el negativo si no se mantiene un control exhaustivo de la banca.